# Cục Quản lý lao động ngoài nước (Việt Nam)
Cục Quản lý lao động ngoài nước (tiếng Anh: Department of Overseas Labour, viết tắt là DOLAB) là cơ quan thuộc Bộ Nội vụ, có trách nhiệm giúp Bộ trưởng thực hiện chức năng quản lý nhà nước về lĩnh vực người lao động Việt Nam đi làm việc ở nước ngoài theo hợp đồng; quản lý nhà nước các dịch vụ sự nghiệp công đưa người lao động đi làm việc ở nước ngoài theo quy định của pháp luật.
Cục Quản lý lao động ngoài nước thành lập ngày 3/1/1980 theo Quyết định 4-CP của Hội đồng Bộ trưởng.
Chức năng, nhiệm vụ, quyền hạn và cơ cấu tổ chức của Cục Quản lý lao động ngoài nước được quy định tại Quyết định số 119/QĐ-BNV ngày 01/3/2025 của Bộ trưởng Bộ Nội vụ.

## Lãnh đạo Cục[2]
- Phó Cục trưởng phụ trách: Vũ Trường Giang
- Phó Cục trưởng: Đặng Đức Thuận

## Cơ cấu Cục[3]
Theo Khoản 2, Điều 3, Quyết định số 119/QĐ-BNV ngày 01/3/2025 của Bộ trưởng Bộ Nội vụ, Cục Quản lý lao động ngoài nước có 5 phòng chức năng:
- Văn phòng Cục
- Phòng Pháp chế
- Phòng Kiểm tra, giải quyết khiếu nại, tố cáo
- Phòng Thị trường Châu Âu, Châu Mỹ, Trung Quốc
- Phòng Thị trường Châu Á, Châu Phi